# Pleuretra reticulata
Pleuretra reticulata är en hjuldjursart som beskrevs av Colin Milne 1916. Pleuretra reticulata ingår i släktet Pleuretra och familjen Philodinidae. Inga underarter finns listade i Catalogue of Life.